# Omar Brown
Omar Brown (Moncks Corner, 6 agosto 1988) è un giocatore di football americano statunitense che gioca nel ruolo di safety per sette stagioni nella National Football League (NFL). Al college ha giocato a football alla Marshall University.

## Carriera professionistica
L'11 maggio 2012, Brown firmò coi Baltimore Ravens come free agent non scelto nel Draft NFL 2012. Dopo aver passato la maggior parte della stagione nella squadra di allenamento, il 12 dicembre 2012 fu promosso nel roster attivo. La sua stagione si concluse con 3 presenze, 3 tackle e un sack su Eli Manning dei New York Giants nella settimana 16. La stagione successiva scese in campo in una sola partita.

## Vittorie e premi
- Super Bowl : 1

Baltimore Ravens: Super Bowl XLVII
- American Football Conference Championship: 1

Baltimore Ravens: 2012

## Statistiche
| Partite totali      | 4   |
| Partite da titolare | 0   |
| Tackle totali       | 3   |
| Sack                | 1,0 |
| Intercetti          | 0   |

Statistiche aggiornate alla stagione 2013